# Athlétisme aux Jeux olympiques d'été de 1988, résultats détaillés
Pour les podiums, voir Athlétisme aux Jeux olympiques d'été de 1988

## Sprint

### 100 mètres hommes
| Rang | Athlète          | Pays        | Performance |
| ---- | ---------------- | ----------- | ----------- |
| 1    | Carl Lewis       | États-Unis  | 9 s 92 (RM) |
| 2    | Linford Christie | Royaume-Uni | 9 s 97 (RE) |
| 3    | Calvin Smith     | États-Unis  | 9 s 99      |
| 4    | Dennis Mitchell  | États-Unis  | 10 s 04     |
| 5    | Robson da Silva  | Brésil      | 10 s 11     |
| 6    | Desai Williams   | Canada      | 10 s 11     |
| 7    | Raymond Stewart  | Jamaïque    | 12 s 26     |
| 8    | Ben Johnson      | Canada      | DSQ         |

### 100 mètres femmes
| Rang | Athlète                  | Pays               | Performance  |
| ---- | ------------------------ | ------------------ | ------------ |
| 1    | Florence Griffith Joyner | États-Unis         | 10 s 54 (RO) |
| 2    | Evelyn Ashford           | États-Unis         | 10 s 83      |
| 3    | Heike Drechsler          | Allemagne de l'Est | 10 s 85      |
| 4    | Grace Jackson            | Jamaïque           | 10 s 97      |
| 5    | Gwen Torrence            | États-Unis         | 10 s 97      |
| 6    | Natalya Pomoschnikova    | Union soviétique   | 11 s 00      |
| 7    | Juliet Cuthbert          | Jamaïque           | 11 s 26      |
| 8    | Anelia Vechernikova      | Bulgarie           | 11 s 49      |

### 200 mètres hommes
| Rang | Athlète           | Pays        | Performance  |
| ---- | ----------------- | ----------- | ------------ |
| 1    | Joe DeLoach       | États-Unis  | 19 s 75 (RO) |
| 2    | Carl Lewis        | États-Unis  | 19 s 79      |
| 3    | Robson da Silva   | Brésil      | 20 s 04      |
| 4    | Linford Christie  | Royaume-Uni | 20 s 09      |
| 5    | Atlee Mahorn      | Canada      | 20 s 39      |
| 6    | Gilles Quénéhervé | France      | 20 s 40      |
| 7    | Michael Rosswess  | Royaume-Uni | 20 s 51      |
| 8    | Bruno Marie-Rose  | France      | 20 s 58      |

### 200 mètres femmes
| Rang | Athlète                  | Pays               | Performance  |
| ---- | ------------------------ | ------------------ | ------------ |
| 1    | Florence Griffith Joyner | États-Unis         | 21 s 34 (RM) |
| 2    | Grace Jackson            | Jamaïque           | 21 s 72      |
| 3    | Heike Drechsler          | Allemagne de l'Est | 21 s 95      |
| 4    | Merlene Ottey            | Jamaïque           | 21 s 99      |
| 5    | Silke Möller             | Allemagne de l'Est | 22 s 09      |
| 6    | Gwen Torrence            | États-Unis         | 22 s 17      |
| 7    | Maya Azarashvili         | Union soviétique   | 22 s 33      |
| 8    | Galina Malchugina        | Union soviétique   | 22 s 42      |

### 400 mètres hommes
| Rang | Athlète           | Pays              | Performance |
| ---- | ----------------- | ----------------- | ----------- |
| 1    | Steve Lewis       | États-Unis        | 43 s 87     |
| 2    | Harry Reynolds    | États-Unis        | 43 s 93     |
| 3    | Danny Everett     | États-Unis        | 44 s 09     |
| 4    | Darren Clark      | Australie         | 44 s 55     |
| 5    | Innocent Egbunike | Nigeria           | 44 s 72     |
| 6    | Bert Cameron      | Jamaïque          | 44 s 94     |
| 7    | Ian Morris        | Trinité-et-Tobago | 44 s 95     |
| 8    | Mohammed Al Malki | Oman              | 45 s 03     |

### 400 mètres femmes
| Rang | Athlète        | Pays                 | Performance  |
| ---- | -------------- | -------------------- | ------------ |
| 1    | Olga Bryzgina  | Union soviétique     | 48 s 65 (RO) |
| 2    | Petra Müller   | Allemagne de l'Est   | 49 s 45      |
| 3    | Olga Nazarova  | Union soviétique     | 49 s 90      |
| 4    | Valerie Brisco | États-Unis           | 50 s 16      |
| 5    | Diane Dixon    | États-Unis           | 50 s 72      |
| 6    | Denean Howard  | États-Unis           | 51 s 12      |
| 7    | Helga Arendt   | Allemagne de l'Ouest | 51 s 17      |
| 8    | Maree Holland  | Australie            | 51 s 25      |

## Course de demi-fond

### 800 mètres hommes
| Rang | Athlète           | Pays        | Performance   |
| ---- | ----------------- | ----------- | ------------- |
| 1    | Paul Ereng        | Kenya       | 1 min 43 s 45 |
| 2    | Joaquim Cruz      | Brésil      | 1 min 43 s 90 |
| 3    | Said Aouita       | Maroc       | 1 min 44 s 06 |
| 4    | Peter Elliott     | Royaume-Uni | 1 min 44 s 12 |
| 5    | Johnny Gray       | États-Unis  | 1 min 44 s 80 |
| 6    | José Luiz Barbosa | Brésil      | 1 min 46 s 39 |
| 7    | Donato Sabia      | Italie      | 1 min 48 s 03 |
| 8    | Nixon Kiprotich   | Kenya       | 1 min 49 s 55 |

### 800 mètres femmes
| Rang | Athlète             | Pays               | Performance   |
| ---- | ------------------- | ------------------ | ------------- |
| 1    | Sigrun Wodars       | Allemagne de l'Est | 1 min 56 s 10 |
| 2    | Christine Wachtel   | Allemagne de l'Est | 1 min 56 s 64 |
| 3    | Kim Gallagher       | États-Unis         | 1 min 56 s 91 |
| 4    | Slobodanka Colovic  | Yougoslavie        | 1 min 57 s 50 |
| 5    | Delisa Walton-Floyd | États-Unis         | 1 min 57 s 80 |
| 6    | Inna Yevseyeva      | Union soviétique   | 1 min 59 s 37 |
| 7    | Maite Zúñiga        | Espagne            | 1 min 59 s 82 |
| 8    | Diane Edwards       | Royaume-Uni        | 2 min 00 s 77 |

### 1 500 mètres hommes
| Rang | Athlète            | Pays               | Performance   |
| ---- | ------------------ | ------------------ | ------------- |
| 1    | Peter Rono         | Kenya              | 3 min 35 s 95 |
| 2    | Peter Elliott      | Royaume-Uni        | 3 min 36 s 15 |
| 3    | Jens-Peter Herold  | Allemagne de l'Est | 3 min 36 s 21 |
| 4    | Steve Cram         | Royaume-Uni        | 3 min 36 s 24 |
| 5    | Steve Scott        | États-Unis         | 3 min 36 s 99 |
| 6    | Han Kulker         | Pays-Bas           | 3 min 37 s 08 |
| 7    | Kipkoech Cheruiyot | Kenya              | 3 min 37 s 94 |
| 8    | Marcus O'Sullivan  | Irlande            | 3 min 38 s 39 |

### 1 500 mètres femmes
| Rang | Athlète              | Pays               | Performance        |
| ---- | -------------------- | ------------------ | ------------------ |
| 1    | Paula Ivan           | Roumanie           | 3 min 53 s 96 (RO) |
| 2    | Laimute Baikauskaite | Union soviétique   | 4 min 00 s 24      |
| 3    | Tatyana Samolenko    | Union soviétique   | 4 min 00 s 30      |
| 4    | Christina Cahill     | Royaume-Uni        | 4 min 00 s 64      |
| 5    | Lynn Williams        | Canada             | 4 min 00 s 86      |
| 6    | Andrea Hahmann       | Allemagne de l'Est | 4 min 00 s 96      |
| 7    | Shireen Bailey       | Royaume-Uni        | 4 min 02 s 32      |
| 8    | Mary Slaney          | États-Unis         | 4 min 02 s 49      |

## Course de fond

### 3 000 mètres femmes
| Rang | Athlète           | Pays             | Performance        |
| ---- | ----------------- | ---------------- | ------------------ |
| 1    | Tatyana Samolenko | Union soviétique | 8 min 26 s 53 (RO) |
| 2    | Paula Ivan        | Roumanie         | 8 min 27 s 15      |
| 3    | Yvonne Murray     | Royaume-Uni      | 8 min 29 s 02      |
| 4    | Yelena Romanova   | Union soviétique | 8 min 30 s 45      |
| 5    | Natalya Artemova  | Union soviétique | 8 min 31 s 67      |
| 6    | Vicki Huber       | États-Unis       | 8 min 37 s 25      |
| 7    | Wendy Sly         | Royaume-Uni      | 8 min 37 s 70      |
| 8    | Lynn Williams     | Canada           | 8 min 38 s 43      |

### 5 000 mètres hommes
| Rang | Athlète         | Pays                 | Performance    |
| ---- | --------------- | -------------------- | -------------- |
| 1    | John Ngugi      | Kenya                | 13 min 11 s 70 |
| 2    | Dieter Baumann  | Allemagne de l'Ouest | 13 min 15 s 52 |
| 3    | Hansjörg Kunze  | Allemagne de l'Est   | 13 min 15 s 73 |
| 4    | Domingos Castro | Portugal             | 13 min 16 s 09 |
| 5    | Sydney Maree    | États-Unis           | 13 min 23 s 69 |
| 6    | Jack Buckner    | Royaume-Uni          | 13 min 23 s 85 |
| 7    | Stefano Mei     | Italie               | 13 min 26 s 17 |
| 8    | Yevgeny Ignatov | Bulgarie             | 13 min 26 s 41 |

### 10 000 mètres hommes
| Rang | Athlète            | Pays               | Performance         |
| ---- | ------------------ | ------------------ | ------------------- |
| 1    | Brahim Boutayeb    | Maroc              | 27 min 21 s 46 (RO) |
| 2    | Salvatore Antibo   | Italie             | 27 min 23 s 55      |
| 3    | Kipkemboi Kimeli   | Kenya              | 27 min 25 s 16      |
| 4    | Jean-Louis Prianon | France             | 27 min 36 s 43      |
| 5    | Arturo Barrios     | Mexique            | 27 min 39 s 32      |
| 6    | Hansjörg Kunze     | Allemagne de l'Est | 27 min 39 s 34      |
| 7    | Paul Arpin         | France             | 27 min 39 s 36      |
| 8    | Moses Tanui        | Kenya              | 27 min 43 s 23      |

### 10 000 mètres femmes
| Rang | Athlète               | Pays               | Performance         |
| ---- | --------------------- | ------------------ | ------------------- |
| 1    | Olga Bondarenko       | Union soviétique   | 31 min 05 s 21 (RO) |
| 2    | Liz McColgan          | Royaume-Uni        | 31 min 08 s 44      |
| 3    | Yelena Zhupiyeva      | Union soviétique   | 31 min 19 s 81      |
| 4    | Kathrin Ullrich       | Allemagne de l'Est | 31 min 29 s 27      |
| 5    | Francie Larrieu-Smith | États-Unis         | 31 min 35 s 52      |
| 6    | Lynn Jennings         | États-Unis         | 31 min 39 s 93      |
| 7    | Wang Xiuting          | Chine              | 31 min 40 s 23      |
| 8    | Susan Lee             | Canada             | 31 min 50 s 51      |

## Courses de haies

### 100 mètres haies femmes
| Rang | Athlète             | Pays                 | Performance  |
| ---- | ------------------- | -------------------- | ------------ |
| 1    | Yordanka Donkova    | Bulgarie             | 12 s 38 (RO) |
| 2    | Gloria Siebert      | Allemagne de l'Est   | 12 s 61      |
| 3    | Claudia Zackiewicz  | Allemagne de l'Ouest | 12 s 75      |
| 4    | Natalya Grigoryeva  | Union soviétique     | 12 s 79      |
| 5    | Florence Colle      | France               | 12 s 98      |
| 6    | Julie Rocheleau     | Canada               | 12 s 99      |
| 7    | Monique Ewanje-Epée | France               | 13 s 14      |
| 8    | Cornelia Oschkenat  | Allemagne de l'Est   | 13 s 73      |

### 110 mètres haies hommes
| Rang | Athlète           | Pays             | Performance  |
| ---- | ----------------- | ---------------- | ------------ |
| 1    | Roger Kingdom     | États-Unis       | 12 s 98 (RO) |
| 2    | Colin Jackson     | Royaume-Uni      | 13 s 28      |
| 3    | Tonie Campbell    | États-Unis       | 13 s 38      |
| 4    | Vladimir Shishkin | Union soviétique | 13 s 51      |
| 5    | Jon Ridgeon       | Royaume-Uni      | 13 s 52      |
| 6    | Tony Jarrett      | Royaume-Uni      | 13 s 54      |
| 7    | Mark McKoy        | Canada           | 13 s 61      |
| 8    | Arthur Blake      | États-Unis       | 13 s 96      |

### 400 mètres haies hommes
| Rang | Athlète         | Pays                 | Performance  |
| ---- | --------------- | -------------------- | ------------ |
| 1    | André Phillips  | États-Unis           | 47 s 19 (RO) |
| 2    | Amadou Dia Ba   | Sénégal              | 47 s 23      |
| 3    | Edwin Moses     | États-Unis           | 47 s 56      |
| 4    | Kevin Young     | États-Unis           | 47 s 94      |
| 5    | Winthrop Graham | Jamaïque             | 48 s 04      |
| 6    | Kriss Akabusi   | Royaume-Uni          | 48 s 69      |
| 7    | Harald Schmid   | Allemagne de l'Ouest | 48 s 76      |
| 8    | Edgar Itt       | Allemagne de l'Ouest | 48 s 78      |

### 400 mètres haies femmes
| Rang | Athlète              | Pays                 | Performance  |
| ---- | -------------------- | -------------------- | ------------ |
| 1    | Debbie Flintoff-King | Australie            | 53 s 17 (RO) |
| 2    | Tatyana Ledovskaya   | Union soviétique     | 53 s 18      |
| 3    | Ellen Fiedler        | Allemagne de l'Est   | 53 s 63      |
| 4    | Sabine Busch         | Allemagne de l'Est   | 53 s 69      |
| 5    | Sally Gunnell        | Royaume-Uni          | 54 s 03      |
| 6    | Gudrun Abt           | Allemagne de l'Ouest | 54 s 04      |
| 7    | Tatyana Kurochkina   | Union soviétique     | 54 s 39      |
| 8    | Latanya Sheffield    | États-Unis           | 55 s 32      |

### 3 000 mètres steeple hommes
| Rang | Athlète                 | Pays        | Performance        |
| ---- | ----------------------- | ----------- | ------------------ |
| 1    | Julius Kariyuki         | Kenya       | 8 min 05 s 51 (RO) |
| 2    | Peter Koech             | Kenya       | 8 min 06 s 79      |
| 3    | Mark Rowland            | Royaume-Uni | 8 min 07 s 96      |
| 4    | Alessandro Lambruschini | Italie      | 8 min 12 s 17      |
| 5    | William Van Dijck       | Belgique    | 8 min 13 s 99      |
| 6    | Henry Marsh             | États-Unis  | 8 min 14 s 39      |
| 7    | Patrick Sang            | Kenya       | 8 min 15 s 22      |
| 8    | Boguslaw Maminski       | Pologne     | 8 min 15 s 97      |

## Relais

### 4 × 100 mètres hommes
| Rang | Athlètes                                                         | Pays                 | Performance |
| ---- | ---------------------------------------------------------------- | -------------------- | ----------- |
| 1    | Viktor Bryzhin Vladimir Krylov Vladimir Muravyov Vitaliy Savin   | Union soviétique     | 38 s 19     |
| 2    | Elliot Bunney John Regis Mike McFarlane Linford Christie         | Royaume-Uni          | 38 s 28     |
| 3    | Bruno Marie-Rose Daniel Sangouma Gilles Quénéhervé Max Morinière | France               | 38 s 40     |
| 4    | Christopher Faulknor Gregory Meghoo Clive Wright John Mair       | Jamaïque             | 38 s 47     |
| 5    | Ezio Madonia Sandro Floris Pierfrancesco Pavoni Stefano Tilli    | Italie               | 38 s 54     |
| 6    | Fritz Heer Christian Haas Peter Klein Dirk Schweisfurth          | Allemagne de l'Ouest | 38 s 55     |
| 7    | Desai Williams Atlee Mahorn Cyprian Enweani Brian Morrisson      | Canada               | 38 s 93     |
| 8    | György Bakos Laszlo Karaffa Istvan Tatar Attila Kovács           | Hongrie              | 39 s 19     |

### 4 × 100 mètres femmes
| Rang | Athlètes                                                                    | Pays                 | Performance |
| ---- | --------------------------------------------------------------------------- | -------------------- | ----------- |
| 1    | Alice Brown Sheila Echols Florence Griffith Joyner Evelyn Ashford           | États-Unis           | 41 s 98     |
| 2    | Silke Möller Kerstin Behrendt Ingrid Lange Marlies Göhr                     | Allemagne de l'Est   | 42 s 09     |
| 3    | Lyudmila Kondratyeva Galina Malchugina Marina Zhirova Natalya Pomoschnikova | Union soviétique     | 42 s 75     |
| 4    | Sabine Richter Ulrike Sarvari Andrea Thomas Ute Thimm                       | Allemagne de l'Ouest | 42 s 76     |
| 5    | Tzvetanka Ilieva Valia Demireva Nadejda Gueorguieva Yordanka Donkova        | Bulgarie             | 43 s 02     |
| 6    | Joanna Smolarek Jolanta Janota Ewa Pisiewicz Agnieszka Siwek                | Pologne              | 43 s 93     |
| 7    | Françoise Leroux Muriel Leroy Laurence Bily Patricia Girard                 | France               | 44 s 02     |
| 8    | Ethlyn Tate Grace Jackson Juliet Cuthbert Merlene Ottey                     | Jamaïque             | DNF         |

### 4 × 400 mètres hommes
| Rang | Athlètes                                                       | Pays                 | Performance        |
| ---- | -------------------------------------------------------------- | -------------------- | ------------------ |
| 1    | Danny Everett Steve Lewis Kevin Robinzine Harry Reynolds       | États-Unis           | 2 min 56 s 16 (RM) |
| 2    | Howard Davis Devon Morris Winthrop Graham Bertland Cameron     | Jamaïque             | 3 min 00 s 30      |
| 3    | Norbert Dobeleit Edgar Itt Jorg Vaihinger Ralf Lubke           | Allemagne de l'Ouest | 3 min 00 s 56      |
| 4    | Jens Carlowitz Mathias Schersing Frank Möller Thomas Schönlebe | Allemagne de l'Est   | 3 min 01 s 13      |
| 5    | Brian Whittle Kriss Akabusi Todd Bennett Philip Brown          | Royaume-Uni          | 3 min 02 s 00      |
| 6    | Robert Ballard Mark Garner Miles Murphy Darren Clark           | Australie            | 3 min 02 s 49      |
| 7    | Sunday Uti Moses Ugbisie Henry Amike Innocent Egbunike         | Nigeria              | 3 min 02 s 50      |
| 8    | Tito Sawe Lucas Sang Paul Ereng Simon Kipkemboi                | Kenya                | 3 min 04 s 69      |

### 4 × 400 mètres femmes
| Rang | Athlètes                                                                | Pays                 | Performance        |
| ---- | ----------------------------------------------------------------------- | -------------------- | ------------------ |
| 1    | Tatyana Ledovskaya Olga Nazarova Mariya Pinigina Olga Bryzgina          | Union soviétique     | 3 min 15 s 18 (RM) |
| 2    | Denean Howard Diane Dixon Valerie Brisco-Hooks Florence Griffith Joyner | États-Unis           | 3 min 15 s 51      |
| 3    | Dagmar Neubauer Kirsten Emmelmann Sabine Busch Petra Müller             | Allemagne de l'Est   | 3 min 18 s 29      |
| 4    | Ute Thimm Helga Arendt Andrea Thomas Gudrun Abt                         | Allemagne de l'Ouest | 3 min 22 s 49      |
| 5    | Sandie Richards Andrea Thomas Cathy Rattray-Williams Sharon Powell      | Jamaïque             | 3 min 23 s 13      |
| 6    | Linda Keough Jennifer Stoute Angela Piggford Sally Gunnell              | Royaume-Uni          | 3 min 26 s 89      |
| 7    | Fabienne Ficher Nathalie Simon Nadine Debois Evelyne Élien              | France               | 3 min 29 s 37      |
| 8    | Charmaine Crooks Molly Killingbeck Marita Payne Jillian Richardson      | Canada               | DNF                |

## Courses sur route

### Marathon hommes
| Rang | Athlète            | Pays        | Performance   |
| ---- | ------------------ | ----------- | ------------- |
| 1    | Gelindo Bordin     | Italie      | 2 h 10 min 32 |
| 2    | Douglas Wakiihuri  | Kenya       | 2 h 10 min 47 |
| 3    | Ahmed Salah        | Djibouti    | 2 h 10 min 59 |
| 4    | Takeyuki Nakayama  | Japon       | 2 h 11 min 05 |
| 5    | Stephen Moneghetti | Australie   | 2 h 11 min 49 |
| 6    | Charlie Spedding   | Royaume-Uni | 2 h 12 min 19 |
| 7    | Juma Ikangaa       | Tanzanie    | 2 h 13 min 06 |
| 8    | Robert de Castella | Australie   | 2 h 13 min 07 |

### Marathon femmes
| Rang | Athlète              | Pays               | Performance   |
| ---- | -------------------- | ------------------ | ------------- |
| 1    | Rosa Mota            | Portugal           | 2 h 25 min 40 |
| 2    | Lisa Martin          | Australie          | 2 h 25 min 53 |
| 3    | Katrin Dorre         | Allemagne de l'Est | 2 h 26 min 21 |
| 4    | Tatyana Polovinskaya | Union soviétique   | 2 h 27 min 05 |
| 5    | Zhao Youfeng         | Chine              | 2 h 27 min 06 |
| 6    | Laura Fogli          | Italie             | 2 h 27 min 49 |
| 7    | Danièle Kaber        | Luxembourg         | 2 h 29 min 23 |
| 8    | Maria Curatolo       | Italie             | 2 h 30 min 14 |

### 20 km marche hommes
| Rang | Athlète             | Pays               | Performance        |
| ---- | ------------------- | ------------------ | ------------------ |
| 1    | Jozef Pribilinec    | Tchécoslovaquie    | 1 h 19 min 57 (RO) |
| 2    | Ronald Weigel       | Allemagne de l'Est | 1 h 20 min 00      |
| 3    | Maurizio Damilano   | Italie             | 1 h 20 min 14      |
| 4    | José Marín          | Espagne            | 1 h 20 min 34      |
| 5    | Roman Mrazek        | Tchécoslovaquie    | 1 h 20 min 43      |
| 6    | Mikhail Shchennikov | Union soviétique   | 1 h 20 min 47      |
| 7    | Carlos Mercenario   | Mexique            | 1 h 20 min 53      |
| 8    | Axel Noack          | Allemagne de l'Est | 1 h 21 min 14      |

### 50 km marche hommes
| Rang | Athlète             | Pays               | Performance        |
| ---- | ------------------- | ------------------ | ------------------ |
| 1    | Vyacheslav Ivanenko | Union soviétique   | 3 h 38 min 29 (RO) |
| 2    | Ronald Weigel       | Allemagne de l'Est | 3 h 38 min 56      |
| 3    | Hartwig Gauder      | Allemagne de l'Est | 3 h 39 min 45      |
| 4    | Aleksandr Potashov  | Union soviétique   | 3 h 41 min 00      |
| 5    | José Marín          | Espagne            | 3 h 43 min 03      |
| 6    | Simon Baker         | Australie          | 3 h 44 min 07      |
| 7    | Bo Gustafsson       | Suède              | 3 h 44 min 49      |
| 8    | Raffaello Ducceschi | Italie             | 3 h 45 min 43      |

## Sauts

### Saut en hauteur hommes
| Rang | Athlète             | Pays                 | Performance |
| ---- | ------------------- | -------------------- | ----------- |
| 1    | Hennadiy Avdyeyenko | Union soviétique     | 2,38 m (RO) |
| 2    | Hollis Conway       | États-Unis           | 2,36 m      |
| 3    | Rudolf Povarnitsyn  | Union soviétique     | 2,36 m      |
| 3    | Patrik Sjöberg      | Suède                | 2,36 m      |
| 5    | Nick Saunders       | Bermudes             | 2,34 m (RN) |
| 6    | Dietmar Mögenburg   | Allemagne de l'Ouest | 2,34 m      |
| 7    | Carlo Thränhardt    | Allemagne de l'Ouest | 2,31 m      |
| 7    | Igor Paklin         | Union soviétique     | 2,31 m      |
| 7    | Dalton Grant        | Royaume-Uni          | 2,31 m      |

### Saut en hauteur femmes
| Rang | Athlète            | Pays             | Performance |
| ---- | ------------------ | ---------------- | ----------- |
| 1    | Louise Ritter      | États-Unis       | 2,03 m (RO) |
| 2    | Stefka Kostadinova | Bulgarie         | 2,01 m      |
| 3    | Tamara Bykova      | Union soviétique | 1,99 m      |
| 4    | Olga Turchak       | Union soviétique | 1,96 m      |
| 5    | Galina Astafei     | Roumanie         | 1,93 m      |
| 5    | Lyudmila Andonova  | Bulgarie         | 1,93 m      |
| 7    | Christine Stanton  | Australie        | 1,93 m      |
| 8    | Diana Davies       | Royaume-Uni      | 1,90 m      |
| 8    | Kim Hee-sun        | Corée du Sud     | 1,90 m      |

### Saut à la perche hommes
| Rang | Athlète             | Pays             | Performance |
| ---- | ------------------- | ---------------- | ----------- |
| 1    | Sergueï Bubka       | Union soviétique | 5,90 m (RO) |
| 2    | Rodion Gataullin    | Union soviétique | 5,85 m      |
| 3    | Grigory Yegorov     | Union soviétique | 5,80 m      |
| 4    | Earl Bell           | États-Unis       | 5,70 m      |
| 5    | Thierry Vigneron    | France           | 5,70 m      |
| 6    | Philippe Collet     | France           | 5,70 m      |
| 7    | István Bagyula      | Hongrie          | 5,60 m      |
| 8    | Philippe d'Encausse | France           | 5,60 m      |

### Saut en longueur hommes
| Rang | Athlète              | Pays             | Performance |
| ---- | -------------------- | ---------------- | ----------- |
| 1    | Carl Lewis           | États-Unis       | 8,72 m      |
| 2    | Mike Powell          | États-Unis       | 8,49 m      |
| 3    | Larry Myricks        | États-Unis       | 8,27 m      |
| 4    | Giovanni Evangelisti | Italie           | 8,08 m      |
| 5    | Antonio Corgos       | Espagne          | 8,03 m      |
| 6    | László Szalma        | Hongrie          | 8,00 m      |
| 7    | Norbert Brige        | France           | 7,97 m      |
| 8    | Leonid Voloshin      | Union soviétique | 7,89 m      |

### Saut en longueur femmes
| Rang | Athlète              | Pays               | Performance |
| ---- | -------------------- | ------------------ | ----------- |
| 1    | Jackie Joyner-Kersee | États-Unis         | 7,40 m (RO) |
| 2    | Heike Drechsler      | Allemagne de l'Est | 7,22 m      |
| 3    | Galina Chistyakova   | Union soviétique   | 7,11 m      |
| 4    | Yelena Belevskaya    | Union soviétique   | 7,04 m      |
| 5    | Nicole Boegman       | Australie          | 6,73 m      |
| 6    | Fiona May            | Royaume-Uni        | 6,62 m      |
| 7    | Agata Karczmarek     | Pologne            | 6,60 m      |
| 8    | Sabine John          | Allemagne de l'Est | 6,55 m      |

### Triple saut hommes
| Rang | Athlète              | Pays             | Performance  |
| ---- | -------------------- | ---------------- | ------------ |
| 1    | Hristo Markov        | Bulgarie         | 17,61 m (RO) |
| 2    | Ihar Lapchyne        | Union soviétique | 17,52 m      |
| 3    | Aleksander Kovalenko | Union soviétique | 17,42 m      |
| 4    | Oleg Protsenko       | Union soviétique | 17,38 m      |
| 5    | Charlie Simpkins     | États-Unis       | 17,29 m      |
| 6    | Willie Banks         | États-Unis       | 17,03 m      |
| 7    | Ivan Slanar          | Tchécoslovaquie  | 16,75 m      |
| 8    | Jacek Pastusinski    | Pologne          | 16,72 m      |

## Lancers

### Lancer du poids hommes
| Rang | Athlète           | Pays               | Performance  |
| ---- | ----------------- | ------------------ | ------------ |
| 1    | Ulf Timmermann    | Allemagne de l'Est | 22,47 m (RO) |
| 2    | Randy Barnes      | États-Unis         | 22,39 m      |
| 3    | Werner Günthör    | Suisse             | 21,99 m      |
| 4    | Udo Beyer         | Allemagne de l'Est | 21,40 m      |
| 5    | Remigius Machura  | Tchécoslovaquie    | 20,57 m      |
| 6    | Gert Weil         | Chili              | 20,38 m      |
| 7    | Alessandro Andrei | Italie             | 20,36 m      |
| 8    | Sergey Smirnov    | Union soviétique   | 20,36 m      |

### Lancer du poids femmes
| Rang | Athlète            | Pays                 | Performance |
| ---- | ------------------ | -------------------- | ----------- |
| 1    | Natalya Lisovskaya | Union soviétique     | 22,24 m     |
| 2    | Kathrin Neimke     | Allemagne de l'Est   | 21,07 m     |
| 3    | Li Meisu           | Chine                | 21,06 m     |
| 4    | Ines Müller        | Allemagne de l'Est   | 20,37 m     |
| 5    | Claudia Losch      | Allemagne de l'Ouest | 20,27 m     |
| 6    | Heike Hartwig      | Allemagne de l'Est   | 20,20 m     |
| 7    | Natalya Akhrimenko | Union soviétique     | 20,13 m     |
| 8    | Huang Zhihong      | Chine                | 19,82 m     |

### Lancer du disque hommes
| Rang | Athlète         | Pays                 | Performance  |
| ---- | --------------- | -------------------- | ------------ |
| 1    | Jürgen Schult   | Allemagne de l'Est   | 68,82 m (RO) |
| 2    | Romas Ubartas   | Union soviétique     | 67,48 m      |
| 3    | Rolf Danneberg  | Allemagne de l'Ouest | 67,38 m      |
| 4    | Yuriy Dumchev   | Union soviétique     | 66,42 m      |
| 5    | Mac Wilkins     | États-Unis           | 65,90 m      |
| 6    | Gejza Valent    | Tchécoslovaquie      | 65,80 m      |
| 7    | Knut Hjeltnes   | Norvège              | 64,94 m      |
| 8    | Alois Hannecker | Allemagne de l'Ouest | 63,28 m      |

### Lancer du disque femmes
| Rang | Athlète             | Pays               | Performance  |
| ---- | ------------------- | ------------------ | ------------ |
| 1    | Martina Hellmann    | Allemagne de l'Est | 72,30 m (RO) |
| 2    | Diana Gansky        | Allemagne de l'Est | 71,88 m      |
| 3    | Tsvetanka Khristova | Bulgarie           | 69,74 m      |
| 4    | Svetla Mitkova      | Bulgarie           | 69,14 m      |
| 5    | Ellina Zvereva      | Union soviétique   | 68,94 m      |
| 6    | Zdenka Šilhavá      | Tchécoslovaquie    | 67,84 m      |
| 7    | Gabriele Reinsch    | Allemagne de l'Est | 67,26 m      |
| 8    | Yu Xuemei           | Chine              | 65,94 m      |

### Lancer du marteau hommes
| Rang | Athlète         | Pays                 | Performance  |
| ---- | --------------- | -------------------- | ------------ |
| 1    | Sergey Litvinov | Union soviétique     | 84,80 m (RO) |
| 2    | Youri Sedykh    | Union soviétique     | 83,76 m      |
| 3    | Jüri Tamm       | Union soviétique     | 81,16 m      |
| 4    | Ralf Haber      | Allemagne de l'Est   | 80,44 m      |
| 5    | Heinz Weis      | Allemagne de l'Ouest | 79,16 m      |
| 6    | Tibor Gécsek    | Hongrie              | 78,36 m      |
| 7    | Imre Szitás     | Hongrie              | 77,04 m      |
| 8    | Ivan Tanev      | Bulgarie             | 76,08 m      |

### Lancer du javelot hommes
| Rang | Athlète              | Pays                 | Performance |
| ---- | -------------------- | -------------------- | ----------- |
| 1    | Tapio Korjus         | Finlande             | 84,28 m     |
| 2    | Jan Železný          | Tchécoslovaquie      | 84,12 m     |
| 3    | Seppo Räty           | Finlande             | 83,26 m     |
| 4    | Klaus Tafelmeier     | Allemagne de l'Ouest | 82,72 m     |
| 5    | Viktor Yevsyukov     | Union soviétique     | 82,32 m     |
| 6    | Gerald Weiss         | Allemagne de l'Est   | 81,30 m     |
| 7    | Vladimir Ovchinnikov | Union soviétique     | 79,12 m     |
| 8    | Dag Wennlund         | Suède                | 78,30 m     |

### Lancer du javelot femmes
| Rang | Athlète              | Pays                 | Performance  |
| ---- | -------------------- | -------------------- | ------------ |
| 1    | Petra Felke          | Allemagne de l'Est   | 74,68 m (RO) |
| 2    | Fatima Whitbread     | Royaume-Uni          | 70,32 m      |
| 3    | Beate Koch           | Allemagne de l'Est   | 67,30 m      |
| 4    | Irina Kostiuchenkova | Union soviétique     | 67,00 m      |
| 5    | Silke Renk           | Allemagne de l'Est   | 66,38 m      |
| 6    | Natalya Yermolovich  | Union soviétique     | 64,84 m      |
| 7    | Donna Mayhew         | États-Unis           | 61,78 m      |
| 8    | Ingrid Thyssen       | Allemagne de l'Ouest | 60,76 m      |

## Épreuves combinées

### Décathlon hommes
| Rang | Athlète           | Pays               | Performance |
| ---- | ----------------- | ------------------ | ----------- |
| 1    | Christian Schenk  | Allemagne de l'Est | 8 488 pts   |
| 2    | Torsten Voss      | Allemagne de l'Est | 8 399 pts   |
| 3    | Dave Steen        | Canada             | 8 328 pts   |
| 4    | Daley Thompson    | Royaume-Uni        | 8 306 pts   |
| 5    | Christian Plaziat | France             | 8 272 pts   |
| 6    | Alain Blondel     | France             | 8 268 pts   |
| 7    | Tim Bright        | États-Unis         | 8 216 pts   |
| 8    | Robert de Wit     | Pays-Bas           | 8 189 pts   |

### Heptathlon femmes
| Rang | Athlète              | Pays               | Performance    |
| ---- | -------------------- | ------------------ | -------------- |
| 1    | Jackie Joyner-Kersee | États-Unis         | 7 291 pts (RM) |
| 2    | Sabine John          | Allemagne de l'Est | 6 897 pts      |
| 3    | Anke Behmer          | Allemagne de l'Est | 6 858 pts      |
| 4    | Natalia Choubenkova  | Union soviétique   | 6 540 pts      |
| 5    | Remigija Nazarovienė | Union soviétique   | 6 456 pts      |
| 6    | Ines Schulz          | Allemagne de l'Est | 6 411 pts      |
| 7    | Jane Flemming        | Australie          | 6 351 pts      |
| 8    | Cindy Greiner        | États-Unis         | 6 297 pts      |